# Muse (ban nhạc)
Muse là ban nhạc rock của Anh, được thành lập năm 1994 tại Teignmouth, Devon. Ban nhạc gồm 3 người bạn học: Matthew Bellamy (hát chính, lead guitar, piano, keyboard), Christopher Wolstenholme (bass, hát nền, guitar nền, keyboard, harmonica) và Dominic Howard (trống, hiệu ứng âm thanh, định âm, phối âm). Từ album Black Holes and Revelations (2006), Morgan Nicholls chơi keyboard và hiệu ứng âm thanh trong các buổi biểu diễn trực tiếp của nhóm. Muse được biết đến nhờ phong cách trình diễn mạnh mẽ, có phần cường điệu hóa, và sự kết hợp thành công nhiều thể loại trong âm nhạc của họ, bao gồm space rock, progressive rock, alternative rock, heavy metal, nhạc cổ điển và nhạc điện tử.
Muse đã phát hành 7 album phòng thu: Showbiz (1999), Origin of Symmetry (2001), Absolution (2003), Black Holes and Revelations (2006), The Resistance (2009), The 2nd Law (2012) và Drones (2015). Họ cũng có 4 album thu âm trực tiếp: Hullabaloo Soundtrack (2002), Absolution Tour (2005), HAARP (2008) ghi lại buổi biểu diễn của nhóm tại Sân vận động Wembley năm 2007 và Live from Rome Olympic Stadium (2013) ghi lại buổi biểu diễn của nhóm tại sân Stadio Olimpico (Ý).
Album Black Holes and Revelations đã mang về cho nhóm 1 đề cứ giải Mercury Prize và vị trí thứ 3 trong danh sách Những album của năm 2006 do NME bình chọn.. Tính đến nay, Muse cũng đã có cho mình một bộ sưu tập các giải thưởng, gồm có 5 MTV Europe Music Awards, 5 giải Q Awards, 8 giải NME Awards, 2 giải Brit Awards cho nghệ sĩ  Trình diễn Live hay nhất nước Anh, 1 MTV Video Music Award, 4 giải Kerrang!Giải và 1 American Music Awards. Họ cũng được đề cử 3 Grammy Awards và đã giành được 2 giải cho Album rock xuất sắc nhất với The Resistance (2009) và  Drones (2015).Muse đã bán được hơn 20 triệu album trên toàn thế giới.

## Lịch sử hoạt động

### 1992–1998: Những năm đầu thành lập band
Các thành viên của Muse đã chơi cho những school band khác nhau thời còn học ở Trường Cao đẳng cộng đồng Teignmouth đầu những năm 90. Nhưng Muse chỉ bắt đầu hình thành khi Matthew Bellamy ứng thí thành công vào 1 vị trí guitar trong ban nhạc của Dominic Howard hồi đó. Rồi họ đề nghị Chris Wolstenholme - người chơi trống khi ấy chuyển sang học chơi guitar bass cho ban nhạc. Wolstenholme đồng ý và bắt đầu học trong khi Matt Bellamy trở thành giọng ca chính và là người sáng tác cho nhóm.. Những thành viên khác của Gothic Plague tách nhóm sau khi Bellamy đề xuất việc họ nên tự viết ca khúc cho mình hơn là chỉ hát lại của người khác.
Vậy là ban nhạc bắt đầu với cái tên Gothic Plague. Sau đó đổi thành Fixed Penalty, tiếp đến là Rocket Baby Dolls. Năm 1994 nhóm đã dùng cái tên Rocket Baby Dolls để tham dự một cuộc thi giữa các ban nhạc trong vùng. Nhóm đã có 1 màn trình diễn vô cùng "máu lửa", đập vỡ gần như mọi thứ trên sân khấu và đã thắng cuộc.. Như Bellamy từng chia sẻ: "Đúng hơn, lần biểu diễn đó là 1 sự phản kháng, 1 lời tuyên bố công khai của ban nhạc. Vì vậy khi giành chiến thắng, đó thực sự là một cú sốc rất lớn" Bellamy nói " Tôi nghĩ lần đó nhóm đã có sự thay đổi lớn về mặt tư tưởng. Chúng tôi đến cuộc thi với ý nghĩ mình có thể thua và có phần giận dữ. Và rồi chúng tôi lại nhận ra mình có thể thay đổi rất nhiều điều. Chúng tôi đã hiểu cảm xúc, sự rung động tạo ra cũng quan trọng như kỹ năng chơi nhạc vậy... Từ đó, chúng tôi bắt đầu nhìn nhận nghiêm túc hơn." Không lâu sau cuộc thi, cả ba quyết định quên đi chuyện vào đại học, thôi việc, đổi tên nhóm thành Muse (1994 - 1995) và rời khỏi Teignmouth..
Cái tên Muse được cho là lấy cảm hứng từ việc giáo viên mỹ thuật của Matt- Samuel Theoun nói về từ "Muses" (1 từ Hy Lạp cổ). Bellamy sau đó đã tra từ điển và quyết định chọn từ Muse(có nghĩa là nàng thơ, nguồn cảm hứng). Một cái tên ngắn gọn và theo cả nhóm là khá ổn khi đặt lên trên poster. Nhà báo âm nhạc Mark Beaumont trong tiểu sử về Muse có viết: Nhóm muốn một cái tên phản ảnh được dự cảm của Matt rằng bằng cách nào đó đã "triệu tập" được ban nhạc giống cách mà các đồng cốt "triệu hồi" các linh hồn(inspiration spirits of emotional needs?)

### 1998–2000: Những EP đầu tiên và albumShowbiz
Sau vài năm gây dựng lực lượng fan, Muse biểu diễn những buổi đầu tiên tại London và Manchester. Nhóm đã có một cuộc gặp quan trọng với Dennis Smith, chủ sở hữu của Sawmills Studio ở Cornwall. Ông đã chứng kiến 3 chàng trai trưởng thành nhờ quen biết bố mẹ của họ và có cùng một công ty sản xuất với quản lý sau này của họ là Safta Jaffery.

Logo của Muse, được sử dụng chính thức từ khi phát hành Muse EP năm 1998

Kết quả của buổi gặp gỡ này là những hợp đồng thu âm đầu tiên của ban nhạc và việc hợp tác cùng công ty phát hành đĩa Dangerous(một trong những hãng đĩa của Sawmills Studio) để cho ra mắt ''Muse'' EP. Bản EP thứ hai của họ, Muscle Museum EP, đứng thứ 3 trong bảng xếp hạng các đĩa đơn thuộc thể loại Indie và thu hút sự chú ý của phát thanh viên từ British radio Steve Lamacq cũng như tạp chí âm nhạc NME. 
Dennis Smith đã giới thiệu ban nhạc với Safta Jaffery- người đồng sáng lập hãng đĩa Taste Media. Muse ký hợp đồng với Smith và Jaffery và thu âm 3 album đầu tiên của họ: Showbiz, Origin of Symmetry, và Absolution với công ty Taste Media.
Mặc dù gặt hái thành công với đĩa EP thứ 2 nhưng những công ty thu âm của Anh lại không sẵn lòng ký hợp đồng với Muse. Phải sau một chuyến đi đến CMJ Festival ở New York, một hãng thu âm của Mỹ đã đưa họ tới giới thiệu tại Los Angeles. Nanci Walker, sau là giám đốc về nghệ sĩ và âm nhạc của Columbia Records đưa họ đến Mỹ để giới thiệu với hãng Columbia Records, tiếp đó là phó giám đốc quản lý nghệ sĩ và âm nhạc, Tim Devine và Rick Rubin của American Recording. Trong chuyến đi này, vào ngày 24 tháng 12 năm 1998, Muse đã ký một bản hợp đồng với Maverick Records.. Trong cuộc trở về từ Mỹ của họ, Taste Media đã sắp xếp cho nhóm những thỏa thuận với nhiều hãng thu âm khác nhau ở châu Âu và Úc, cho phép họ duy trì, phát triển sự nghiệp của mình ở nhiều quốc gia.
John Leckie cùng vớiPaul Reeve- nhà sản xuất của Muscle Museum EP- đồng sản xuất album đầu tay Showbiz cho Muse. Album đã thể hiện một cách ấn tượng thứ âm nhạc vừa dữ dội lại vừa chất chứa u sầu.  Lời bài hát đề cập đến những chủ đề nội tâm, bao gồm những mối quan hệ, sự xa lánh cộng đồng, và những khó khăn mà ban nhạc đã gặp phải trên bước đường tự khẳng định mình tại quê hương.

### 2001–2002:Origin of SymmetryvàHullabaloo
Trong quá trình sản xuất album thứ 2 Origin of Symmetry, nhóm đã thử nghiệm với các nhạc cụ như loại đàn organ dùng trong nhà thờ, đàn Mellotron, và bộ trống expanded drum(?). Đã có nhiều hơn những đoạn giọng bổng của Bellamy, đoạn hợp âm rải viết cho guitar và piano. Bellamy cho thấy ảnh hưởng từ một số nghệ sĩ guitar như Jimi Hendrix, Tom Morello (của nhóm Rage Against the Machine và Audioslave). Minh chứng cho điều này là những bài hát dạng riff-based (bài hát dựa trên đoạn hợp âm,điệp khúc được lặp đi lặp lại?) trong album và việc dùng phơ tạo hiệu ứng pitch-shifting trong những đoạn guitar solo của Bellamy. Album lần này còn có bản cover tuyệt vời của nhóm cho ca khúc trong bộ phim ca nhạc The Roar of the Greasepaint - The Smell of the Crowd (1965) của 2 ca sĩ- nhạc sĩ người Anh Anthony Newley và Leslie Bricusse's là "Feeling Good". Bản cover này sau đó được dùng làm nhạc nền cho đoạn quảng cáo của hãng hàng không Virgin Airways UK, làm nhạc trong bộ phim Seven Pounds(2008).
Năm 2002, Muse dọa sẽ kiện Céline Dion khi nữ nghệ sĩ này định lấy tên Muse đặt cho show diễn của cô tại Las Vegas cho dù ban nhạc đã được thừa nhận quyền hợp pháp quốc tế với cái tên "Muse". Nữ ca sĩ Dion đã đề nghị mua bản quyền sử dụng tên "Muse" (cho việc quảng bá show, in đĩa CD, DVD) với giá $50,000 nhưng bị từ chối. Bellamy phát biểu sau đó: "Chúng tôi không muốn khi xuất hiện tại thị trường âm nhạc Mỹ, người ta sẽ nghĩ chúng tôi là ban nhạc đánh nền cho Celine Dion"(Vì Muse dự định làm tour tại Mỹ vào năm 2003). Cuối cùng nữ nghệ sĩ Dion buộc phải nhượng bộ.
Origin of Symmetry đã nhận được phản hồi tích cực từ các nhà phê bình, tạp chí NME chấm album 9/10 với lời trích dẫn từ bài đánh giá của Roger Morton "Thật đáng kinh ngạc khi một ban nhạc trẻ có thể kế thừa di sản âm nhạc của những Cobain, Kafka, Mahler hay The Tiger Lillies, Cronenberg và Schoenberg để làm nên 1 album đầy hấp dẫn, ma mị. Và Muse đã làm được điều này."
Hãng thu âm Maverick bảo lưu ý kiến về phong cách hát của Bellamy trong album mà hãng này cho rằng không đại chúng, sẽ không được ưa chuộng trên radio và yêu cầu Muse thay đổi một số bài hát để phát hành ưu tiên cho thị trường âm nhạc Mỹ. Nhóm đã từ chối và chấm dứt hợp đồng với Maverick dẫn đến việc hãng này từ bỏ việc phát hành Origin of Symmetry tại Mỹ. Cuối cùng Album thứ hai của Muse cũng được ra mắt ở Mỹ vào tháng 9 năm 2005 chỉ sau khi nhóm ký hợp đồng với hãng Warner Bros.
Muse cho ra mắt DVD hát live Hullabaloo- ghi lại hình ảnh 2 buổi biểu diễn liên tiếp của nhóm ở Le Zenith Pari năm 2001 và đoạn phim tài liệu về chuyến lưu diễn của ban nhạc. Một album kép là Hullabaloo Soundtrack cũng được phát hành cùng thời điểm đó. Album B-side này thu âm các bài nhóm biểu diễn tại Le Zenith. Ngoài ra còn có một A-side single khác với các bài hát mới là "In Your World" và "Dead Star" được phát hành.

### 2003–2005:Absolution

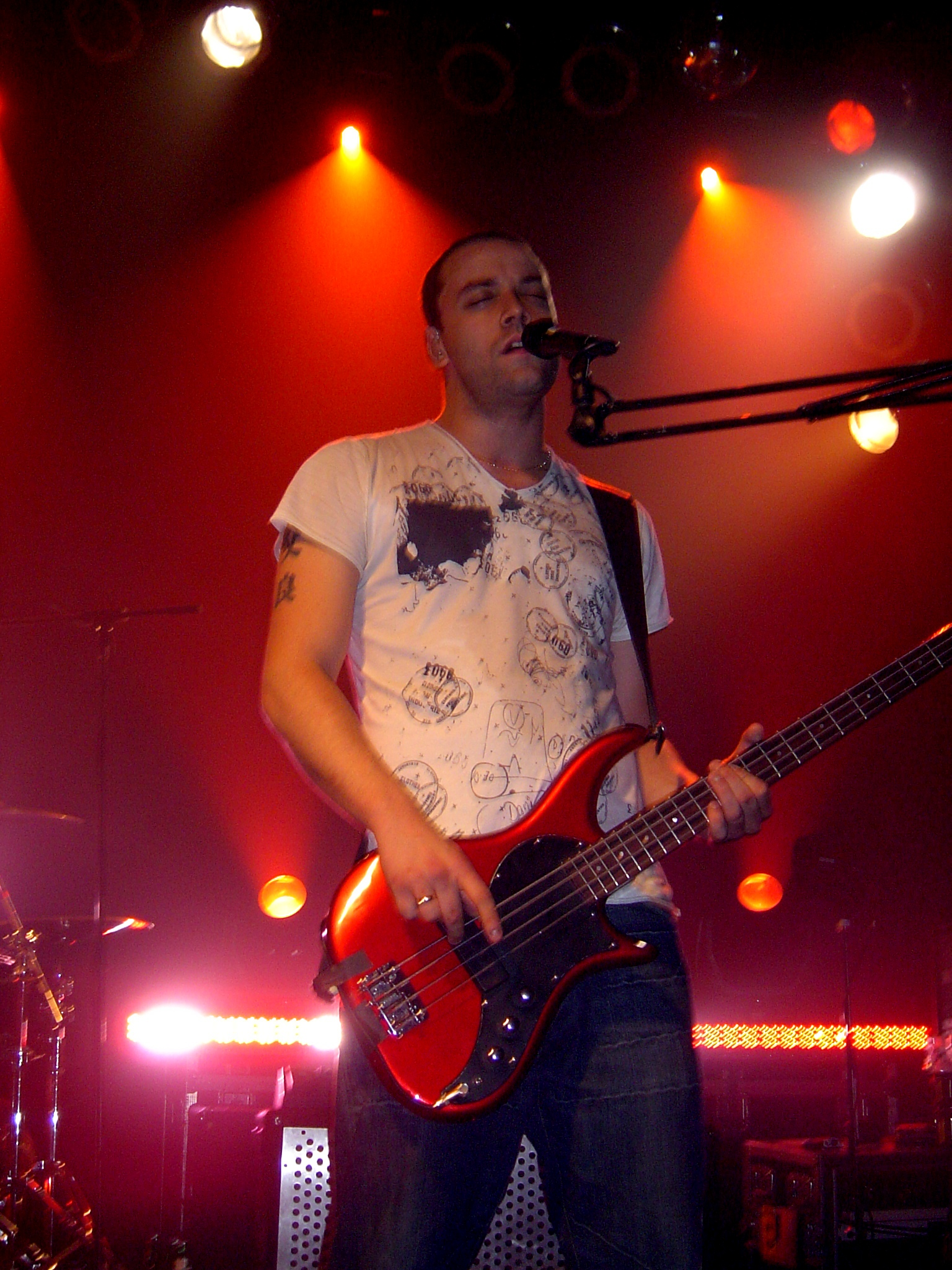
Chris Wolstenholme của Muse trình diễn tại Mod Club Theatre, Toronto năm 2004. Tour thế giới Absolution bao gồm những show đầu tiên của band ở Bắc Mỹ năm 1999.

Absolution (được sản xuất bởi Rich Costey, Paul Reeve và John Cornfield) được phát hành vào năm 2003 và đạt được vị trí số 1 tại Anh vào lúc ra mắt.. "Time Is Running Out" đã lọt vào top 10 và sau đó top 20 là "Hysteria", "Sing for Absolution" và "Butterflies and Hurricanes". Muse sau đó đã đi tour để quảng bá cho album. Tour kéo dài 1 năm qua Australia, New Zealand, Mỹ, Canada, và Pháp. Trong lúc đó, band cho ra 6 single (1 cho việc làm từ thiện) ("Time Is Running Out", "Hysteria", "Sing for Absolution", "Stockholm Syndrome", "Butterflies and Hurricanes" và "Apocalypse Please"). Khi tour đến Mỹ vào năm 2004 thì đã có 1 điều không may là Bellamy đã bị chấn thương khi đang diễn mở màn ở Atlanta.. Tour trở lại sau một vài mũi khâu và vài ngày.
Band cũng chơi ở Glastonbury Festival vào tháng 6 năm 2004. Sau festival, band đã miêu tả buổi diễn như là "buổi biểu diễn hay nhất trong đời". Bố của tay trống Dominic, William Howard, đã qua đời vì một cơn đau tim sau khi đến để xem họ biểu diễn. "Đó là cảm xúc mạnh nhất khi chúng tôi xuống khỏi sân khấu", Bellamy nói, "mọi chuyện cứ như là không có thật khi chỉ 1 giờ sau đó bố của anh ấy ra đi. Chúng tôi dành 1 tuần ở bên để động viên Dominic. Tôi nghĩ anh ấy đã rất vui khi ít nhất bố của anh cũng đã đến xem band biểu diễn, có lẽ đó là màn biểu diễn tốt nhất từ trước đến giờ.". Sau đó Muse đã tiếp tục tour lưu diễn của mình. Họ đạt được 2 giải tưởng âm nhạc MTV châu Âu.. Muse cũng được nhận giải "Live hay nhất của Anh" tại Brit Awards. Vào tháng 7 năm 2005, Muse tham gia biểu diễn tại Live 8 ở Paris..
Năm 2003, band đã kiện Nestlé, vì đã sử dụng bản cover "Feeling Good" cho việc quảng cáo mà không có sự cho phép của band. Band đã quyên tiền thằng kiện cho Oxfam. Động lực của việc làm pháp lý này là tay bass Christopher Wolstenholme của nhóm, vừa có đứa con thứ 3 và chỉ trích Nestlé vì đã phát triển sữa bột cho bà mẹ những nước đang phát triển.
Một DVD ko chính thức và không có sự cho phép về tiểu sử của band mang tên Manic Depression được ra mắt vào tháng 4 năm 2005; band không hề liên quan đến vụ việc này và cũng không tán thành nó. Và 1 DVD chính thức, Absolution Tour đã được ra mắt vào 12 tháng 12 năm 2005. Bản chính thức có nội dung là những điểm nổi bật đã được biên tập lại từ Glastonbury Festival 2004 và những cảnh phim ngắn chưa được công bố từ London Earls Court, Sân vận động Wembley, và Rạp chiếu bóng Wiltern ở Los Angeles. 2 bài hát, "Endlessly" và "Thoughts Of A Dying Atheist", là 2 bài hát ẩn trong DVD về Sân vận động Wembley. Bài hát duy nhất trong album Absolution không xuất hiện trong DVD live là "Falling Away With You", và cho đến ngày nay bài hát vẫn chưa được live 1 lần nào.

### 2006–2008:Black Holes and RevelationsvàHAARP

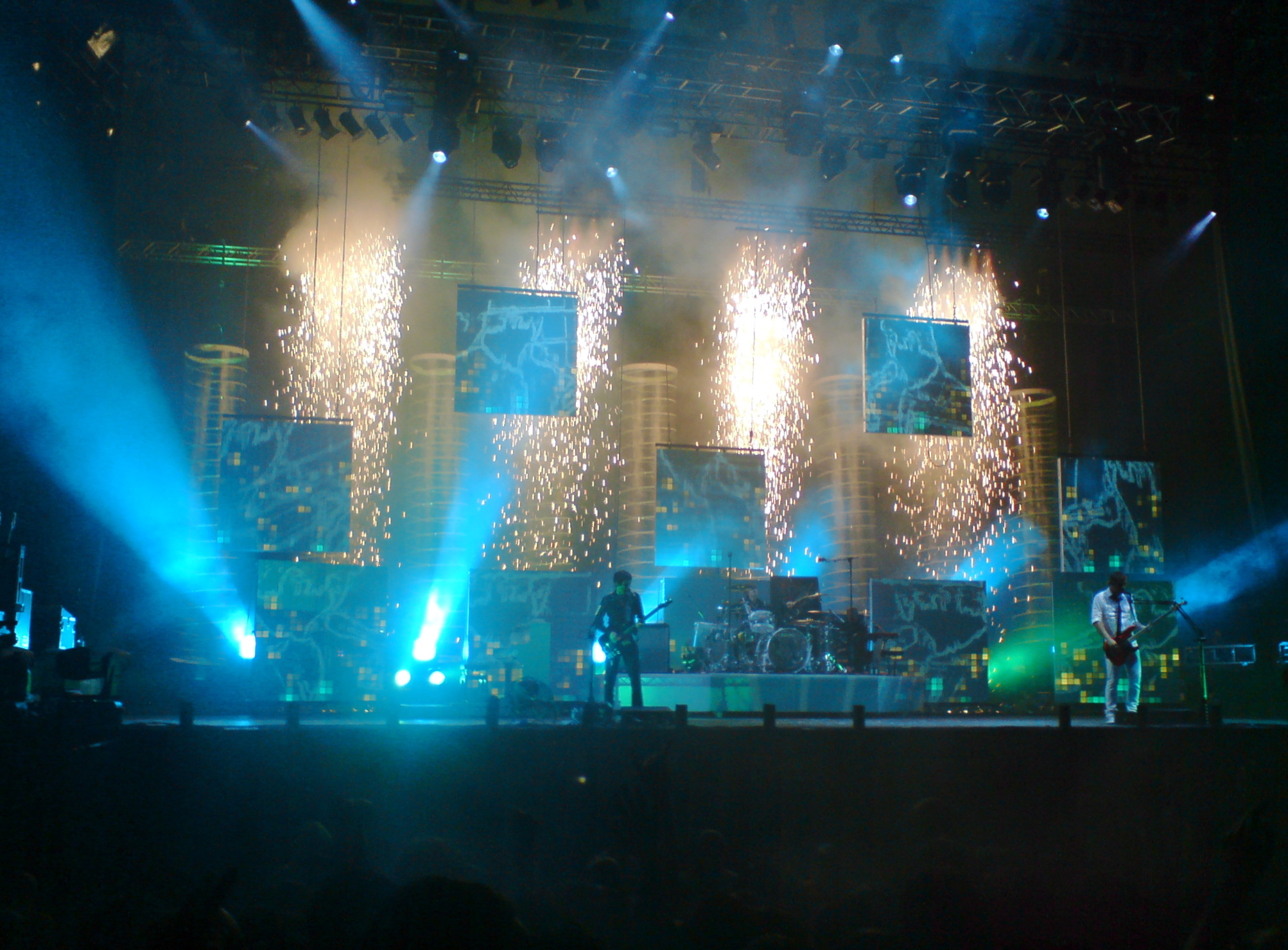
Muse biểu diễn "Starlight" tại Reading and Leeds Festivals ngày 28 tháng 8 năm 2006.

Năm 2006, Muse cho ra mắt album thứ 4, Black Holes and Revelations, đồng sản xuất bởi Muse và Rich Costey. Tựa đề và chủ đề chính album xuất phát từ sự hứng thú với khoa học viễn tưởng và sự xúc phạm về chính trị.. Album đạt vị trí quán quân tại Anh, hầu hết các nước châu Âu và nước Úc.. Album cũng thành công ở Mỹ, đạt được vị trí số 9 trên bảng xếp hạng album Billboard 200. Trước khi ra mắt album mới thì band đã trở lại biểu diễn, chuyện đã bị hoãn trong quá trình thu âm, xuất hiện trên các chương trình TV để quảng bá bắt đầu từ ngày 13 tháng 5 năm 2006 tại BBC Radio 1's Big Weekend. Black Holes and Revelations Tour được bắt đầu trước khi ra mắt album. Hành trình của tour bắt đầu ở Bắc Mỹ cuối tháng 7 đến đầu tháng 8 năm 2006. Sau khi những festival mùa hè kết thúc thì tour diễn châu Âu được bắt đầu, bao gồm một tour diễn ở các sân vận động lớn ở Anh. Black Holes and Revelations đã được đề cử Giải thưởng Âm nhạc Mercury năm 2006, nhưng đã thất bại trước Arctic Monkeys. Tuy nhiên, album đã đạt được 1 Platinum Europe Award sau khi đã bán được 1 triệu bản ở lục địa. Vào tháng 8 năm 2006, Muse đã thu âm 1 buổi live tại Abbey Road Studios cho Live from Abbey Road.
Single đầu tiên của album, "Supermassive Black Hole" đã được ra mắt dưới dạng tải về vào tháng 5 năm 2006. Sau đó nó được ra mắt dưới dạng single truyền thống vào tháng tiếp theo, tất cả đều trước khi album được ra mắt. Single thứ 2, "Starlight", được ra mắt vào tháng 9 năm 2006. "Knights of Cydonia" được ra mắt ở Mỹ dưới dạng single chỉ chơi trên radio vào tháng 6 năm 2006 và ở Anh vào tháng 11 năm 2006. Single thứ 4 từ album, "Invincible" được ra mắt vào tháng 4 năm 2007. 1 single khác, "Map of the Problematique", được ra mắt dưới dạng nhạc số vào tháng 6 năm 2007, theo sau màn biểu diễn của band tại Sân vận động Wembley.

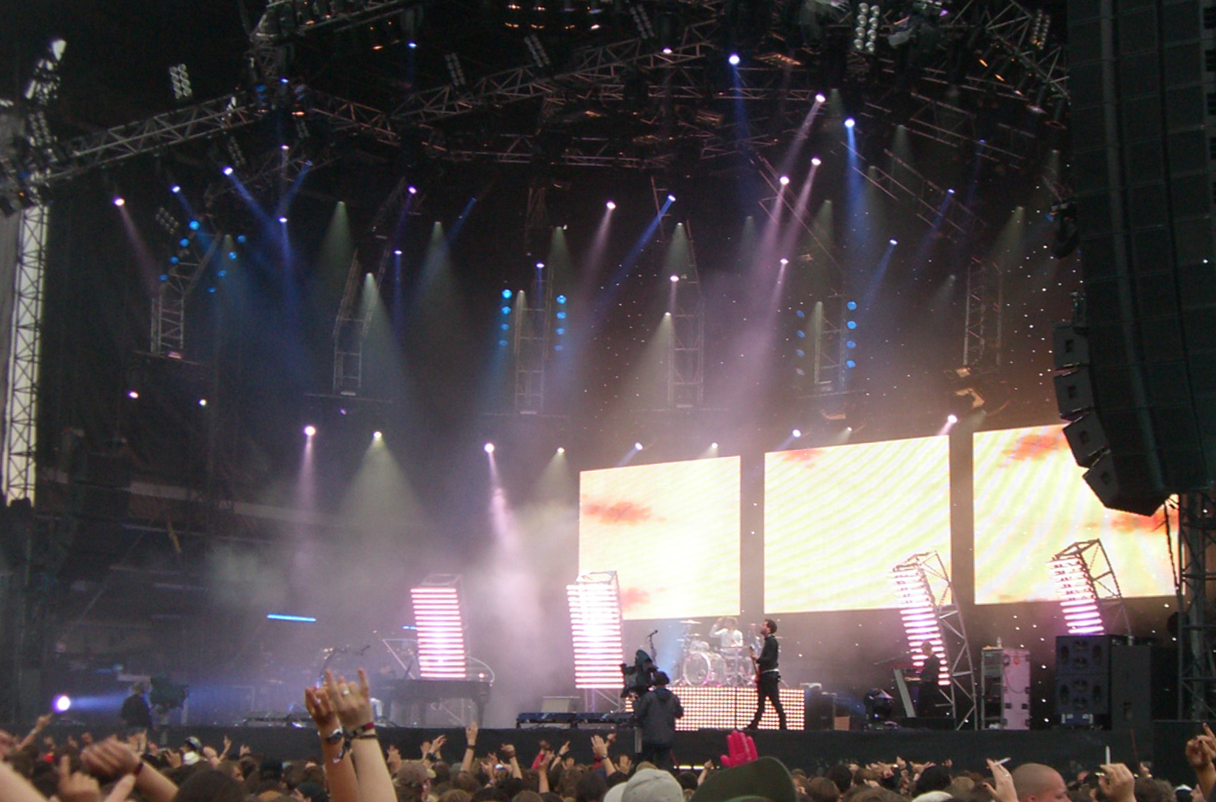
Muse tại Rock im Park, Đức năm 2007

Band dành tháng 10 và hầu hết tháng 12 năm 2006 đi tour ở châu Âu với ban nhạc người Anh Noisettes với vai trò hỗ trợ. Tour tiếp tục ở Úc, New Zealand, và Đông Nam Á vào đầu năm 2007 trước khi trở về Anh vào mùa hè. Tại buổi lễ Brit Awards năm 2007, Muse nhận được giải thưởng thứ 2 ở hạng mục "Live hay nhất của nước Anh".
Có lẽ những màn biểu diễn lớn nhất của họ cho đến ngày nay là 2 buổi diễn ở Sân vận động Wembley vào 2 ngày 16 và 17 tháng 6 năm 2007, họ đã sử dụng "Montagues and Capulets" cho việc mở màn. Cả hai buổi diễn ở đây đều được thu âm lại cho 1 DVD/CD tên là HAARP, được ra mắt vào ngày 17 tháng 3 năm 2008 ở Anh và 1 tháng 4 năm 2008 ở Mỹ. Nó đứng thứ 40 trong danh sách những album live hay nhất mọi thời đại của NME. Việc đi tour tiếp tục ở châu Âu vào tháng 7 năm 2007 trước khi trở về Mỹ vào tháng 8 để biểu diễn ở Madison Square Garden, New York. Họ có một chỗ đứng chính vào đêm thứ hai của Austin City Limits Music Festival ngày 15 tháng 9 năm 2007, sau khi The White Stripes hủy màn biểu diễn của họ. Không lâu sau đó, họ cũng biểu diễn tại Vegoose vào tháng 10 năm 2007 ở Las Vegas cùng với các band như Rage Against the Machine, Daft Punk, và Queens of the Stone Age. Muse tiếp tục lưu diễn ở Đông Âu, Nga và Scandinavia trước khi đến Úc và New Zealand. Muse biểu diễn show cuối cùng của Black Holes and Revelations tour như người mở màn cho KROQ Almost Acoustic Christmas sau khi biểu diễn những show cháy vé ở Đông Nam Á, úc, Mỹ, và New Zealand.
Một vài màn live đơn lẻ cũng xuất hiện ở năm 2008. Vào tháng 3, họ chơi những buổi hòa nhạc ở Dubai, Johannesburg, và Cape Town. Vào ngày 12 tháng 4 họ biểu diễn tại Royal Albert Hall để giúp đỡ cho Quỹ những trẻ em bị ung thư. Muse có mặt tại Rock in Rio Lisboa vào ngày 6 tháng 6, cùng với những band như Kaiser Chiefs, The Offspring và Linkin Park. Band cũng biểu diễn tại Marlay Park. Dublin vào ngày 13 tháng 8 và đã được lên kế hoạch để biểu diễn tại Belfast ngày 14 tháng 8. Tuy nhiên, sau đó đã bị hủy. Kasabian và Glasvegas đã hỗ trợ họ trong những ngày ở Ireland. Sau đó vài ngày, họ chơi ở V Festival 2008, Chelmsford vào 16 tháng 8 và Staffordshire vào ngày 17. Họ cũng nói về khả năng sẽ đi lưu diễn các sân vận động ở Nam Mỹ. Vào 25 tháng 12 năm 2008, Bellamy, Howard và Wolstenholme đều nhận được Bằng chứng nhận danh dự trong lĩnh vực Nghệ thuật từ Trường đại học Plymouth cho những cống hiến của họ cho âm nhạc.

### 2009–2011:The Resistance

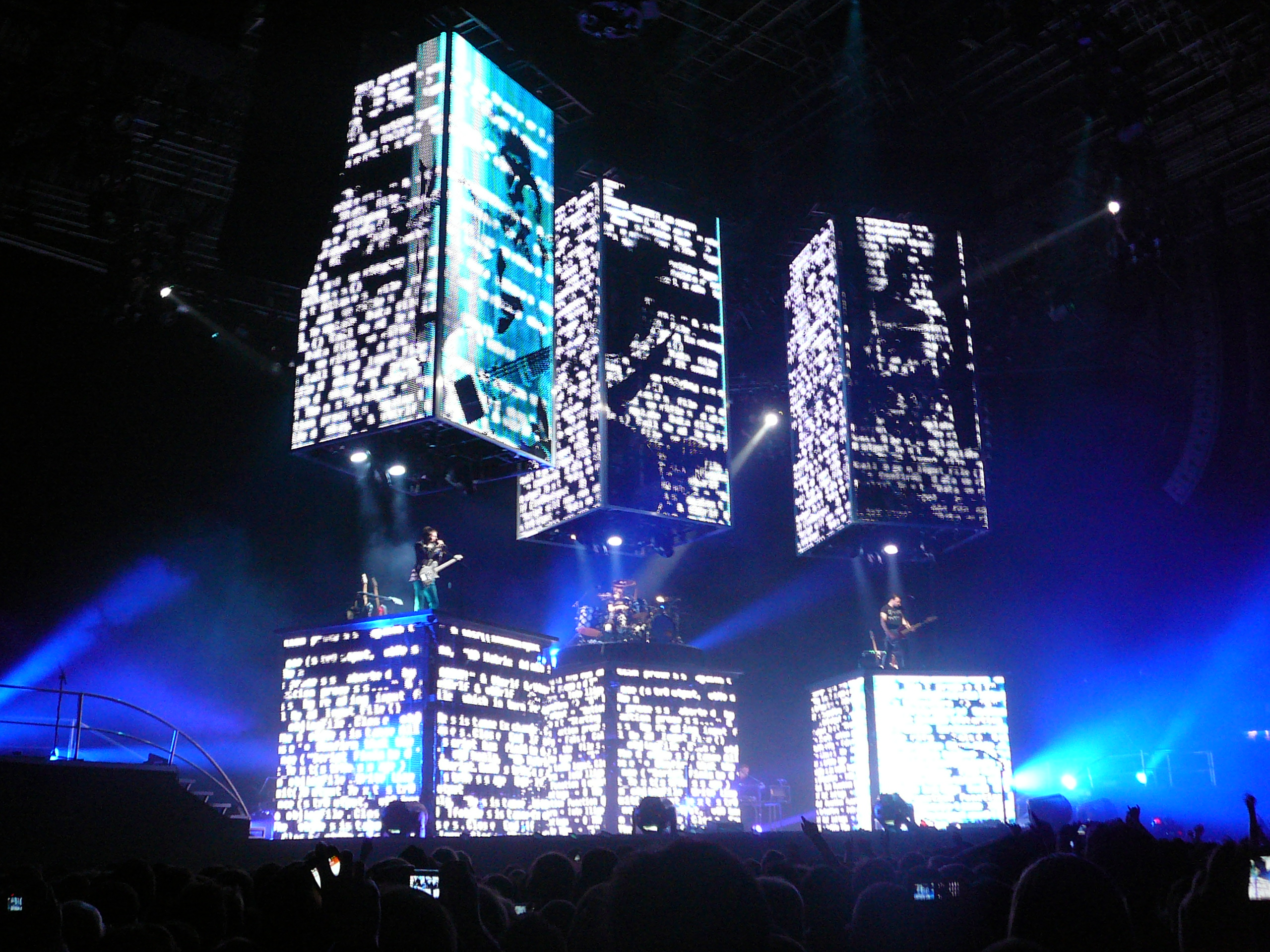
Muse biểu diễn "Resistance" tại National Indoor Arena, Birmingham vào 10 tháng 11 năm 2009.

Album thứ năm của band, The Resistance được ra mắt vào tháng 9 năm 2009. Đây là album đầu tiên nhóm tự sản xuất. Album được xây dựng bởi Adrian Bushby và phối khí bởi Mark Stent. Khi được ra mắt, album đã đứng hạng nhất trên các bảng xếp hạng album ở 19 quốc gia, trở thành album thứ ba của band đứng đầu ở Anh, và đạt được vị trí số 3 trên Billboard 200. Phần lớn các nhà phê bình có những ý kiến tích cực về album, với rất nhiều lời khen ngợi trực tiếp cho sự tham vọng của album, sự ảnh hưởng của nhạc cổ điển và 13 phút với 3 phần "Exogenesis: Symphony". Nó cũng đánh bại người đi trước là Black Holes and Revelations về số lượng được bán ra trong tuần đầu tiên ra mắt ở Anh với số lượng xấp xỉ 148,000 bản. Single đầu tiên, "Uprising", được ra mắt 7 ngày trước đó. Vào ngày 13 tháng 9, Muse biểu diễn "Uprising" tại Giải thưởng Video âm nhạc MTV năm 2009 tại thành phố New York.
The Resistance Tour bắt đầu tại Teignmouth, Devon vào tháng 9 năm 2009. Bao gồm cả hai buổi biểu diễn tại Sân vận động Wembley vào tháng 9 năm 2010. Band cũng hỗ trợ U2 trong U2 360° Tour. Trong chương trình "Buổi sáng với buổi diễn của Muse", do KROQ-FM tổ chức, Muse đã được hỏi là họ sẽ đi tour trong bao lâu. Họ đã trả lời một cách dài dòng là: "Chúng tôi có lẽ sẽ đi tour cho đến hết năm nay. Chúng tôi sẽ làm tour U2 và tour châu Âu này và rồi đến Úc và châu Á và trở về với một tour Mỹ mở rộng. Đó có lẽ sẽ là tour ở Mỹ dài nhất của chúng tôi đến thời điểm này. Bắt đầu vào khoảng cuối tháng 2 hoặc tháng 3."

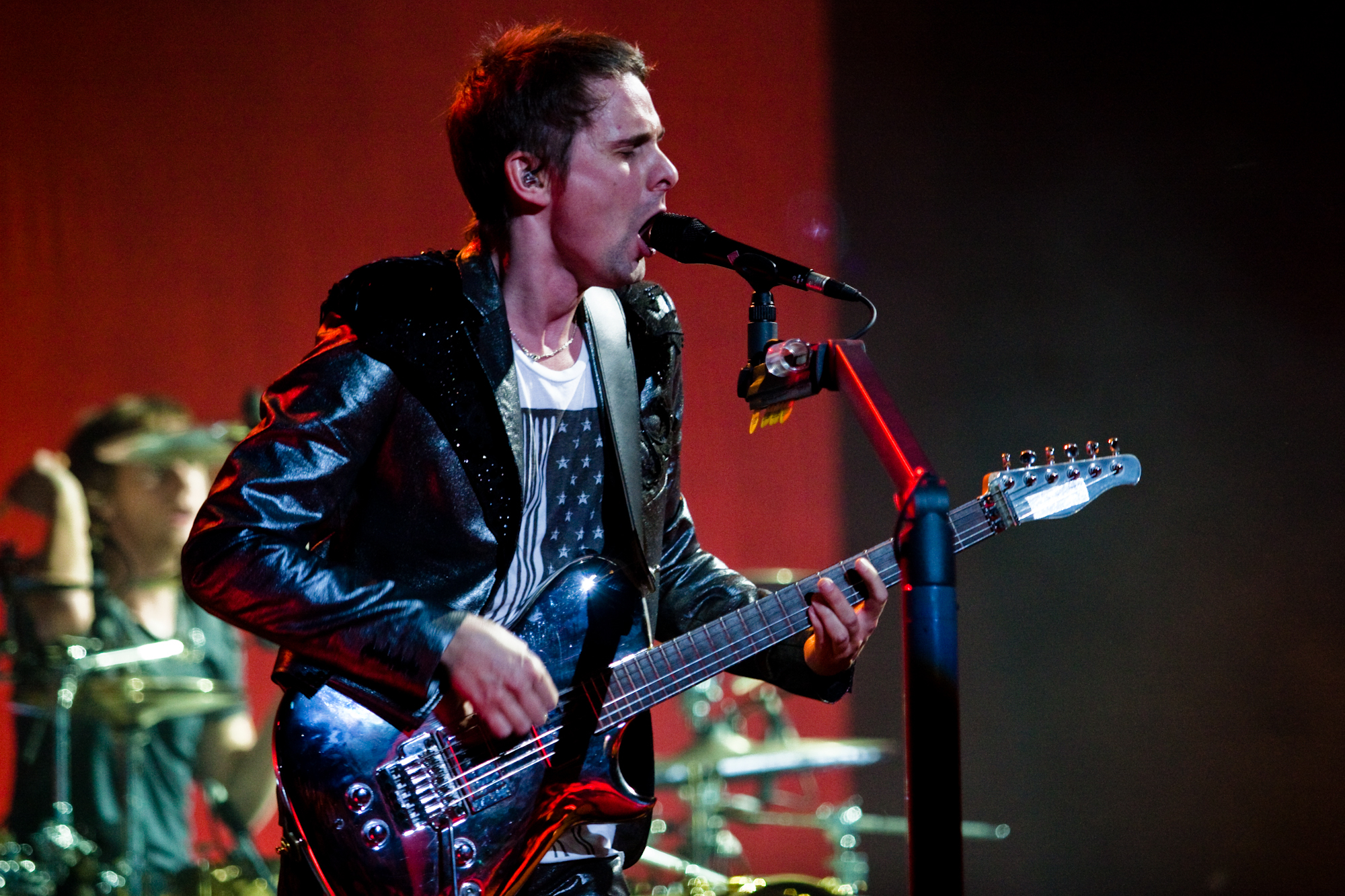
Bellamy performing at the Oracle Arena, Oakland, California, on ngày 12 tháng 12 năm 2009

Tháng 1 năm 2010, Muse biểu diễn ở Big Day Out Festival Úc và New Zealand bắt đầu ở Auckland và kết thúc ở Perth. Muse cũng biểu diễn ở Glastonbury Festival 2010 với Gorillaz và Stevie Wonder cũng như tại Oxegen Festival cùng với Arcade Fire và Eminem. 20 tháng 4 năm 2010, band công bố 14 ngày diễn tour ở Bắc Mỹ, được tổ chức vào tháng 9 và tháng 10. Thêm vào nữa, band đã thêm vào 4 ngày diễn nữa cho tour ở đây vào ngày 28 tháng 4 năm 2010. Vào ngày 7 tháng 5, Muse công bố rằng sẽ cung cấp một bài hát đã được viết trước đó làm single mở màn cho The Twilight Saga: Eclipse. "Neutron Star Collision (Love Is Forever)" sau đó được ra mắt vào 17 tháng 5.

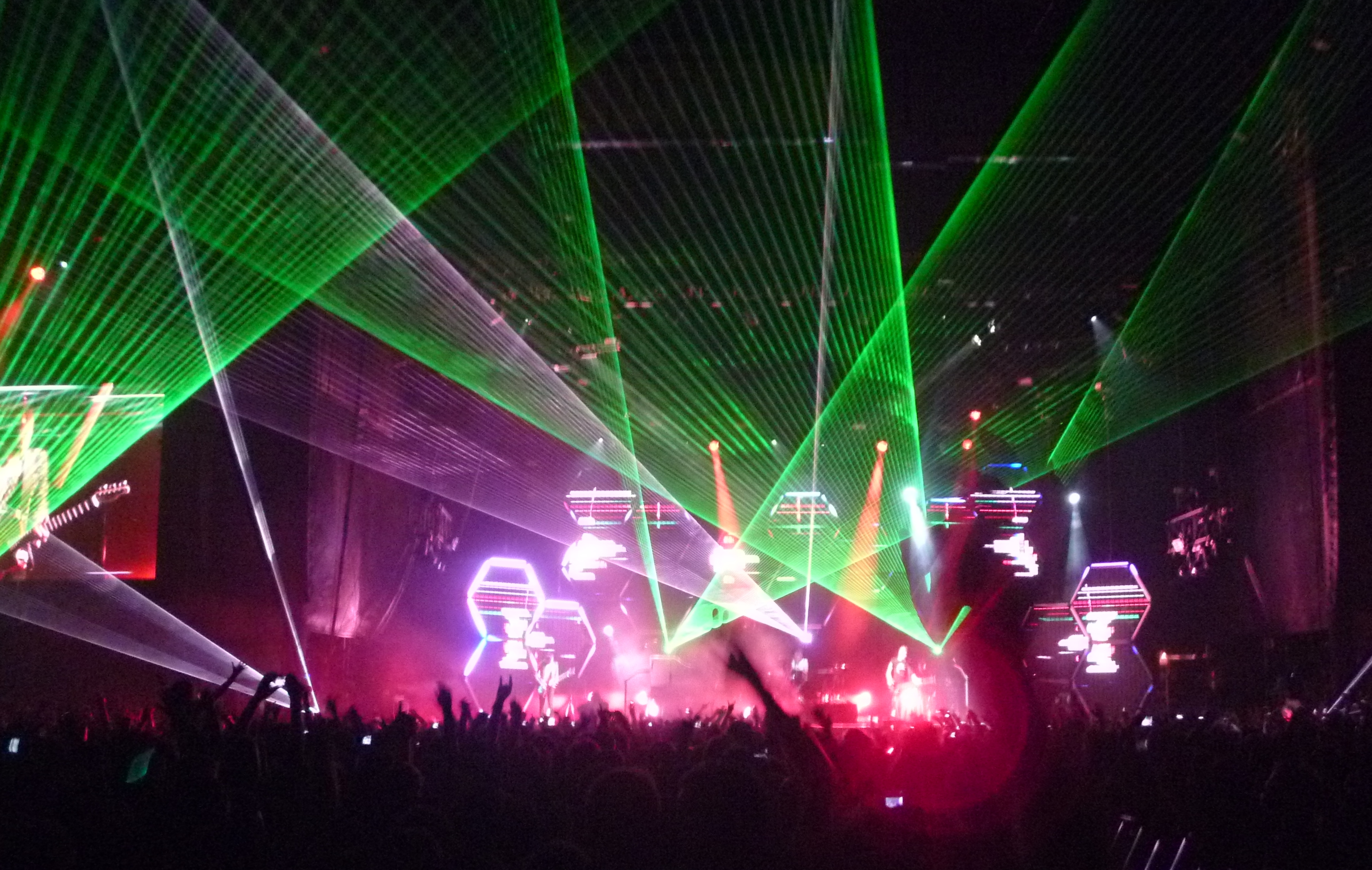
Muse on stage at Outside Lands Music and Arts Festival in San Francisco, ngày 13 tháng 8 năm 2011

Vào 12 tháng 9 năm 2010, Muse thắng 1 Giải Video âm nhạc của MTV trong hạng mục Hiệu ứng đặc biệt hay nhất cho Uprising. Vào 21 tháng 11, Muse mang về 1 Giải Âm nhạc Mĩ cho Nghệ sĩ được yêu thích trong hạng mục Alternative Rock. 2 tháng 12, Muse được đề cử 3 hạng mục tại Giải Grammy lần thứ 53 diễn ra vào ngày 13 tháng 1 năm 2011 và họ đã được giải Album Rock hay nhất cho The Resistance. Dựa trên việc có số lượng airplay và doanh số lớn nhất tại Mỹ, Muse đã được vinh danh Nghệ sĩ Alternative và Rock năm 2010 cho "Uprising", "Resistance" và "Undisclosed Desires" lần lượt đạt hạng nhất, thứ 6, thứ 49 trong bảng xếp hạng các ca khúc Alternative cuối năm.
Vào 30 tháng 7 năm 2011, Muse hỗ trợ Rage Against the Machine tại buổi diễn ở L.A. Rising festival. Muse đã được chọn bởi Rage Against the Machine cùng với Rise Against, Lauryn Hill, Immortal Technique và El Gran Silencio. Vào ngày 13 tháng 8, Muse chơi ở Outside Lands Music and Arts Festival, San Francisco.
Muse diễn tại Reading and Leeds Festivals vào tháng 8 năm 2011. Để kỉ niệm 10 năm ra mắt album thứ hai, Origin of Symmetry, band đã biểu diễn 11 bài hát từ đầu đến cuối. Nhóm cũng biểu diễn tại Lollapalooza ở Grant Park, Chicago vào tháng 8 năm 2011.

### 2011–2013:The 2nd Law

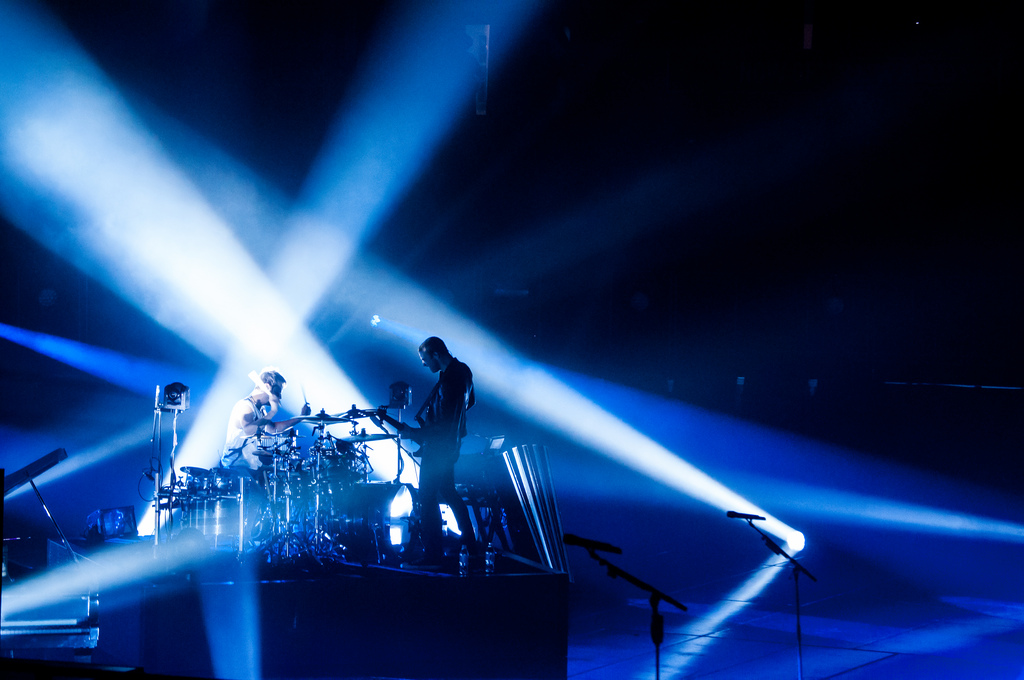
Muse trình diễn tại trung tâm Air Canada, Toronto ngày 10 tháng 4 năm 2013 trong The 2nd Law World Tour

Muse dự định vào phòng thu để bắt đầu thu âm album thứ sáu của họ vào tháng 9 năm 2011. Christopher Wolstenholme nói với BBC Radio 1: "Tháng 9 và tháng 10 là lúc chúng tôi sẽ vào phòng thu và bắt đầu viết album mới". Trong một cuộc phỏng vấn với Billboard vào ngày 18 tháng 10 năm 2011, quản lý của band, Anthony Addis, tiết lộ rằng Muse đã bắt đầu thu âm album thứ sáu của họ ở London và anh trông chờ album sẽ được ra mắt vào tháng 10 năm 2012.
Trong một cuộc phỏng vấn với Kerrang! ngày 14 tháng 12 năm 2011, Wolstenholme cho biết album tiếp theo của Muse "căn bản khác hoàn toàn" so với những gì họ đã làm trước đây. Anh cũng nói rằng cảm giác như thể là nhóm đang vạch ra một ranh giới của một thời kì trong sự nghiệp của họ với album này. Sự việc được tiết lộ thông qua tài khoản Twitter của Tom Kirk rằng nhạc sĩ David Campbell, người đã từng làm việc với Radiohead, Paul McCartney, Beck và Adele, đã giúp Matt soạn nhạc cho album. Trong một bài phỏng vấn với NME vào tháng 4 năm 2012, Bellamy nói rằng band đã cho vào thêm những yếu tố Nhạc điện tử, với những ảnh hưởng từ sự kết hợp của Justice và nhóm nhạc Electronic Rock của Anh Does It Offend You, Yeah?. Bellamy cũng xác nhận album sẽ ra mắt vào mùa thu năm 2012.. Ngày 6 tháng 6 năm 2012, Muse cho ra mắt đoạn trailer cho album mới, The 2nd Law, cùng với đồng hồ đếm ngược đến ngày 17 tháng 9 là ngày phát hành.. Đoạn trailer, trong đó chứa đựng yếu tố dubstep, đã gây ra nhiều phản ứng khác nhau của người hâm mộ.. Ngày 7 tháng 6 năm 2012, Muse công bố tour ở châu Âu, bước đầu của The 2nd Law tour. Bài hát mới nhất của Muse, Survival, là bài hát chính thức cho Thế vận hội Mùa hè 2012. Đĩa đơn được ra mắt trên đài phát thanh BBC vào ngày 27 tháng 6.
Muse đã tiết lộ danh sách bài hát chính thức cho album mới vào ngày 13 tháng 7. Đĩa đơn thứ hai của album, "Madness", được ra mắt vào ngày 20 tháng 8 năm 2012, và video ca nhạc được ra mắt vào ngày 5 tháng 9. Muse đã chuẩn bị để chơi 1 show ở Battersea Power Station vào ngày 16 tháng 9, với mục đích quảng cáo trên toàn bộ nước Anh, tuy nhiên điều này đã không thực hiện được. Thay vào đó Muse biểu diễn tại The Roundhouse vào ngày 30 tháng 9 để quảng bá album với tư cách là một phần trong iTunes Festival.
Album đã được ra mắt toàn cầu vào ngày 1 tháng 10 và ngày 2 tháng 10 ở Mỹ. Và sau đó đã đạt hạng nhất ở UK Albums Chart, và vị trí nhì bảng ở Billboard 200. Ca khúc "Madness" giành được 1 đề cử cho hạng mục Ca khúc Rock hay nhất trong khi album được đề cử cho Album Rock hay nhất tại lễ trao giải Grammy lần thứ 55 năm 2013. Band cũng biểu diễn ca khúc mở đầu album, "Supremacy", với dàn nhạc giao hưởng, taik lễ trao giải BRIT Awards ngày 20 tháng 2 năm 2013. Hai bản nhạc không lời trong album là, "The 2nd Law: Isolated System" và "Follow Me", cũng xuất hiện trong phần nhạc nền một vài lần trong bộ phim World War Z phát hành năm 2013. Diễn viên chính và nhà sản xuất Brad Pitt của bộ phim cho biết trong một cuộc phỏng vấn rằng anh phải tìm được một ca khúc có thể gắn kết được với bộ phim như trường hợp của bài hát biểu tượng Tubular Bells của Mike Oldfiel gắn liền với bộ phim The Exorcist. Pitt cho rằng những ca khúc của Muse "chính xác là những gì chúng tôi đang tìm kiếm cho bộ phim".
Band phát hành album live thứ 3: Live at Rome Olympic Stadium, từ ngày 29 tháng 11 năm 2013 dưới các định dạng CD/DVD và CD/Blu-ray. Ngày 5 tháng 11 năm 2013, bộ phim tài liệu được trình chiếu trên màn ảnh rộng của 20 thành phố trên khắp thế giới, tại Mỹ và Canada ngày 6 tháng 11 năm 2013, tại châu Âu, Anh, Úc và Nhật Bản ngày 7 tháng 11 năm 2013, ngày 12 tháng 11 năm 2013 tại Áo, Đức, Ý và Tây ban Nha, ngày 19 tháng 11 năm 2013 tại Ba Lan, và 2 ngày 22-24 tháng 11 năm 2013 tại Indonesia. Đây là bộ phim concert âm nhạc đầu tiên được làm theo định dạng 4D. Trong đĩa này bao gồm phần trình diễn của band tại Quảng trường Olimpico của thành phố Rome ngày 6 tháng 7 năm 2013 trước hơn 60,000 người. Chương trình là một phần nằm trong tour diễn The Unsustainable Tour, đây là tên khác dùng trong mùa hè năm 2013 của band khi biểu diễn tại châu Âu, là một nhánh của tour diễn The 2nd Law World Tour.

### 2014–nay:Drones
Tháng 4 năm 2014, Howard tiết lộ Muse đang lên kế hoạch bắt tay vào công việc thực hiện album phòng thu thứ 7. Tháng 9 năm 2014, Bellamy trả lời một số thắc mắc của fan về album mới trên mạng xã hội Twitter, theo khẳng định rằng chủ đề của album sẽ bao gồm "Sinh thái học tầng sâu, hố ngăn cách của sự đồng cảm và Chiến tranh thế giới thứ 3." Anh cũng ngỏ ý rằng ca khúc "Citizen Erased" mà fan yêu thích sẽ có phần kế tiếp trong album tới. Ngày 26 tháng 9, tay trống Dominic Howard cập nhật trên trang Instagram cá nhân với dòng chữ "7 ngày cho album thứ 7." Mặc dù ban đầu có những nhập nhằng về thông tin khi nào thì album mới sẽ được phát hành, band cũng tiết lộ vào ngày 3 tháng 10 rằng nhóm bắt đầu ghi âm album mới khi tài khoản Instagram của Muse đăng một tấm ảnh band đang chơi trong phòng thu với dòng trạng thái 'ngày thứ 1...' Ngày 23 tháng 10, band xác nhận họ sẽ làm việc với nhà sản xuất Robert John "Mutt" Lange cho album mới.
ngày 4 tháng 2 năm 2015, band tung ra hai hình ảnh trên tài khoản Instagram với dòng hashtag "#MuseDrones", khiến khán giả tin rằng album mới của nhóm có tên Drones. Mặc dù nhóm không chính thức khẳng định điều này, song sau đó nghệ sĩ người Mỹ Matt Mahurin có đề cập trên blog cá nhân của anh là album mới của Muse chắc chắn tên là Drones và anh sẽ làm công việc thiết kế bìa cho đĩa này.
Ngày 11 tháng 3 năm 2015, Muse thông báo trên trang web chính thức album thứ 7 của nhóm Drones sẽ được phát hành ngày 8 tháng 6 năm 2015. Cùng với danh sách các bài trong album, "Dead Inside" cũng được cho biết là đĩa đơn chính thức của album, phát hành vào ngày 23 tháng 3 năm 2015. Trước đó cùng ngày, ban nhạc cũng tiết lộ bìa đĩa trên tài khoản Instagram. Ngày 12 tháng 3 năm 2015, Muse tung ra MV chạy lời hay còn gọi là lyric video cho bài "Psycho" trên trang YouTube của nhóm, và ca khúc cũng sẽ được tải ngay lập tức về thiết bị của cá nhân đặt mua đĩa Drones. Đây cũng là lần đầu tiên một đĩa đơn của Muse bị gắn nhãn kiểm duyệt "parental advisory" (cần sự tư vấn của phụ huynh) trên bìa đĩa do ca từ có phần tục trong suốt bài hát. Từ ngày 15 tháng 3 đến ngày 16 tháng năm, ban nhạc bắt đầu hành trình cho một tour diễn ngắn tại một số địa điểm nhỏ khắp nước Anh và Mỹ, tour diễn lấy tên Psycho Tour. Các màn trình diễn live những ca khúc mới từ các show diễn trong tour này sẽ xuất hiện trong một đĩa DVD bổ sung kèm với album, cùng với đó là những đoạn video ngắn của ban nhạc khi thu trong studio.
Ngày 18 tháng 5 năm 2015, Muse tung MV chạy lời cho bài "Mercy" trên kênh YouTube, và cho phép tải bài này về khi đặt mua đĩa Drones qua mạng. Muse xác nhận họ sẽ chơi tại chương trình Lollapalooza Berlin vào ngày 13 tháng 9 năm 2015. Tháng 6 năm 2015, đĩa Drones vươn lên vị trí quán quân tại các bảng xếp hạng ở Anh, Mỹ, Úc và hầu hết các thị trường lớn khác.
Ngày 15 tháng 2 năm 2016, Drones thắng giải Album rock xuất sắc nhất tại Giải Grammy lần thứ 58.

## Phong cách âm nhạc
Muse là một nhóm alternative rock và thường kết hợp space rock và progressive rock. Âm nhạc của họ là sự pha trộn của âm thanh từ các thể loại như Nhạc dance điện tử, hard rock, nhạc cổ điển và rock opera.

### Sự phát triển âm nhạc qua các năm
Trong album Origin of Symmetry vào năm 2001, band muốn nâng cao âm thanh của họ thành một thứ tự tin, tiến bộ và dữ dội hơn. Chris nói về những âm nhạc của album trước đó của họ "không có nhiều sự khác biệt nhiều giữa những bài hát nhẹ nhàng và những bài hát nặng hơn. Những thứ mạnh mẽ đáng lẽ ra còn tràn đầy sinh lực hơn nữa và đó chính xác là thứ mà chúng tôi muốn làm trong album này."
Album thứ ba, Absolution vào năm 2003, đi theo hướng của album trước, làm tăng sức nặng và sự mãnh liệt cùng với những chủ đề đầy tham vọng. Album có sự sắp xếp chuỗi thứ tự bài hát rất nổi bật và bắt đầu bị ảnh hưởng bới các nghệ sĩ như Queen.
Album tiếp theo của họ, Black Holes and Revelations, có chất nhạc điện tử và space rock hơn. Dù có vài bài hát vẫn duy trì sự dữ dội của những album trước nhưng đa số có phần mang phong cách nghiêng về giai điệu giống như ở album đầu, Showbiz (1999). Black Holes and Revelations mang ảnh hưởng của những nghệ sĩ như Depeche Mode và Lightning Bolt, cùng với nhiều phong cách nhạc khác của châu Á và châu Âu ví dụ như nhạc Napoli. Ngoài ra, band cũng nghe những đài radio từ Trung Đông trong quá trình làm album.
Album thứ năm của Muse, The Resistance (2009), tập trung vào thể loại symphonic rock và progressive rock, thể hiện qua những bài hát như Resistance và Exogenesis: Symphony. Mặc dù về mặt âm thanh thì nó có vẻ nhẹ hơn những album trước, album vẫn có những sáng tác mang giai điệu mạnh mẽ, điều mà mọi người đã quen thuộc khi nhắc đến Muse. Album bị ảnh hưởng một cách sâu sắc bởi âm nhạc cổ điển cũng như những nghệ sĩ như Queen, Ultravox ("Guiding Light" chịu sự ảnh hưởng nặng từ "Vienna") và U2. Brian May, guitar của Queen, đã khen ngợi những tác phẩm của Muse, gọi họ là "những nhạc sĩ phi thường", "đã bộc lộ ra ngoài sự điên cuồng và đó luôn là một điều tốt đối với một nghệ sĩ."

### Lời bài hát
Những lời bài hát đầu tiên của Muse nói về những chủ đề nội tâm, bao gồm những mối quan hệ, sự xa lánh cộng đồng, và những khó khăn mà họ đã gặp khi tự hình thành ban nhạc tại quê hương. Tuy nhiên, với những sự chuyển đổi của band, khái niệm những bài hát của họ trở nên tham vọng hơn, chỉ ra những vấn đề như sự sợ hãi cuộc cách mạng công nghệ trong album Origin Of Symmetry. Họ nói về sự khải huyền trong Absolution và những thảm họa chiến tranh trong Black Holes and Revelations. Album The Resistance nói về chủ đề liên quan đến trật tự thế giới mới và cuộc cách mạng toàn cầu.
Những cuốn sách đã ảnh hưởng đến chủ đề trong lời bài hát của Muse là: Nineteen Eighty-Four của George Orwell, Brainwashing: The Science of Thought Control của Kathleen Taylor, Confessions of an Economic Hitman của John Perkins, Hyperspace của Michio Kaku, và The 12th Planet của Zecharia Sitchin. Ban nhạc cũng bị ảnh hưởng bởi nhà lý luận chính trị thế kỉ 19 Henry George.

## Thành viên
Thành viên chính thức
- Matthew Bellamy – hát chính, lead guitar, piano, keyboard
- Christopher Wolstenholme – guitar bass, hát nền, harmonica
- Dominic Howard – trống, hiệu ứng âm thanh, chỉnh âm, hát nền

Thành viên theo tour
- Morgan Nicholls – keyboards, chỉnh âm, hòa âm, hát nền, guitar bass, guitar nền trong United States of Eurasia (2004, 2006–nay)
- Alessandro Cortini – keyboards (thay cho Morgan Nicholls trong một thời gian ngắn vào năm 2009)
- Ben Hale – kèn trong "City of Delusion" và "Knights of Cydonia" trong Black Holes and Revelations Tour (2006-2008); cũng xuất hiện trong HAARP live ở sân vận động Wembley

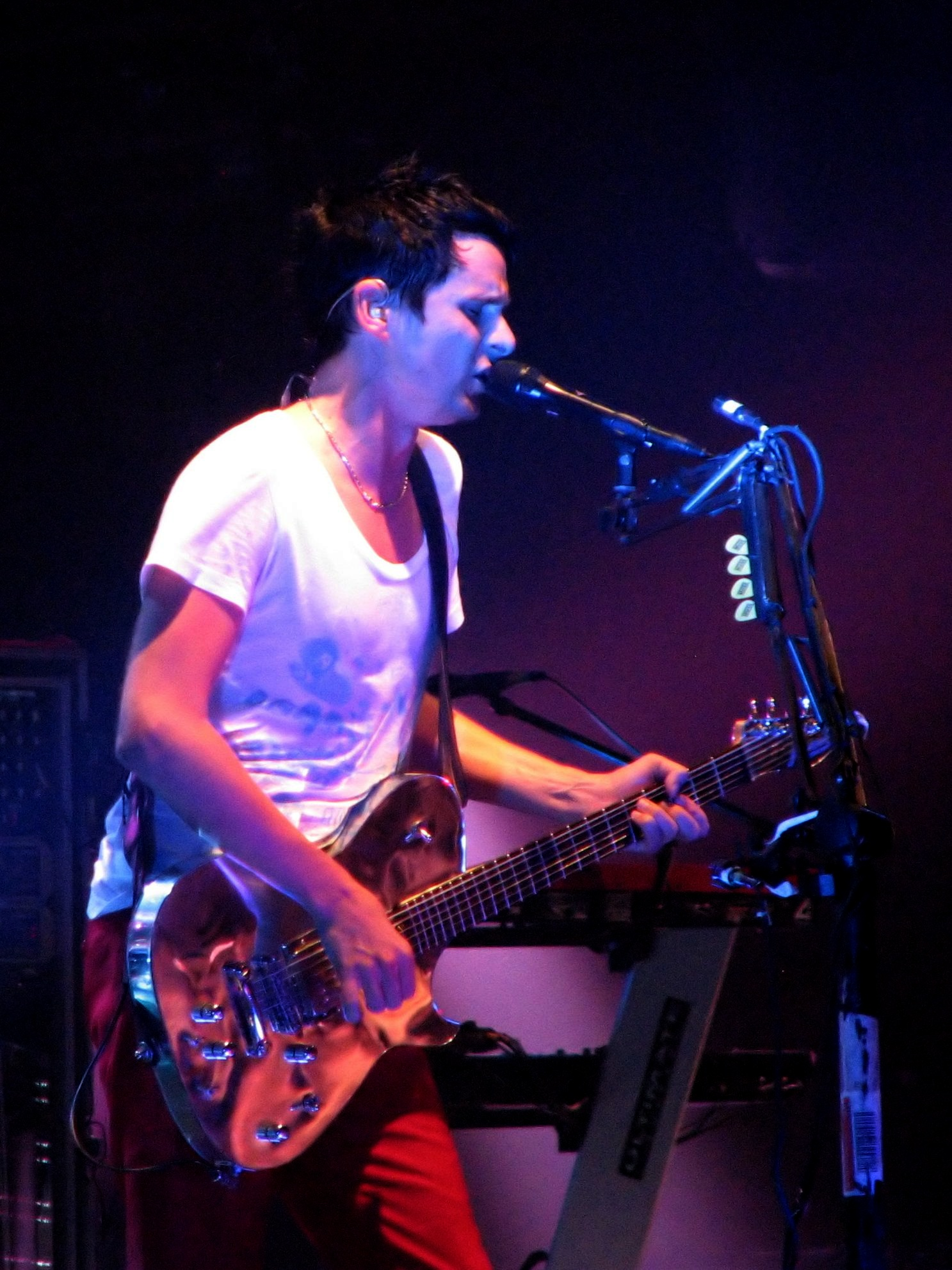
Matthew Bellamy
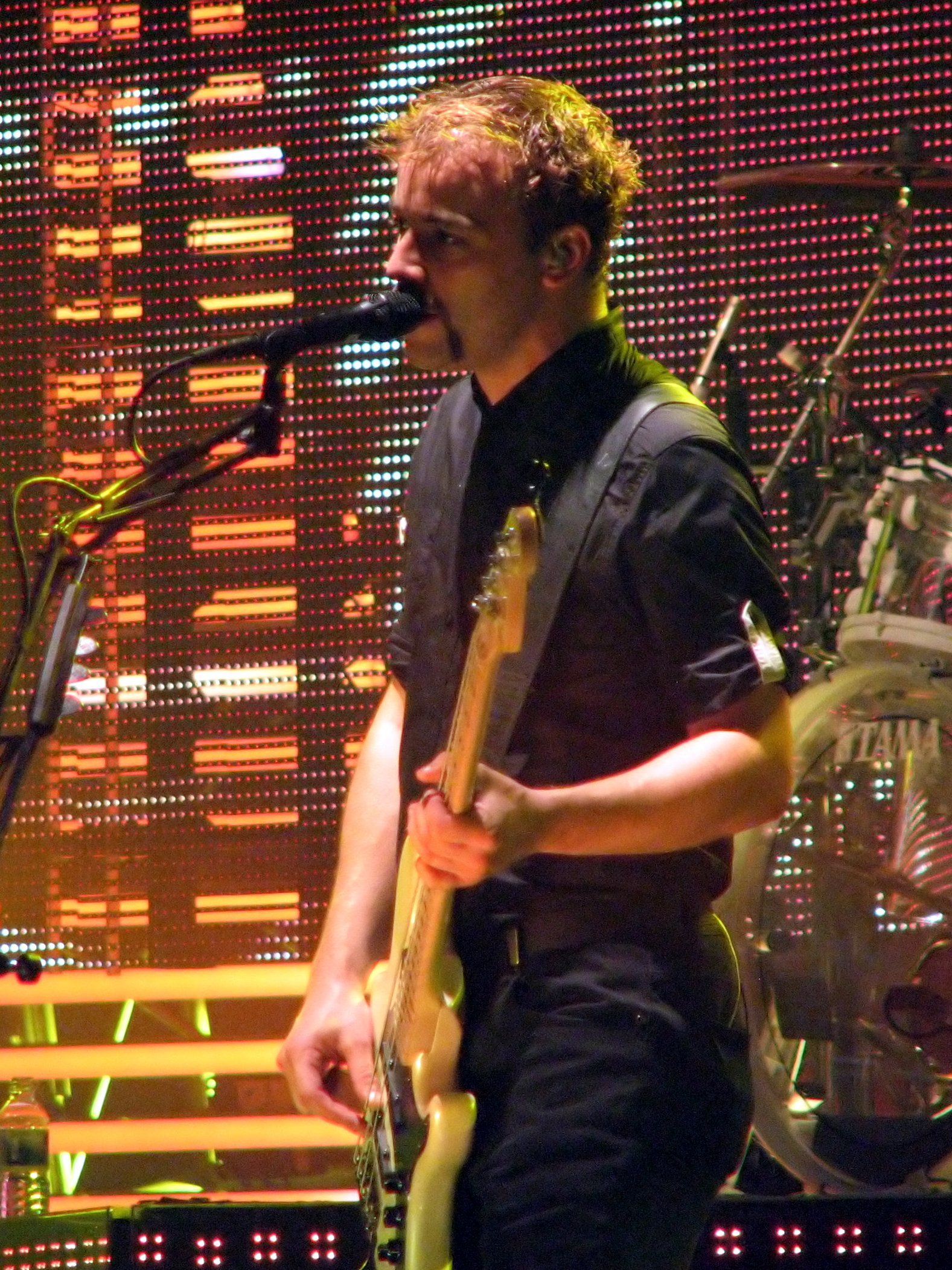
Christopher Wolstenholme
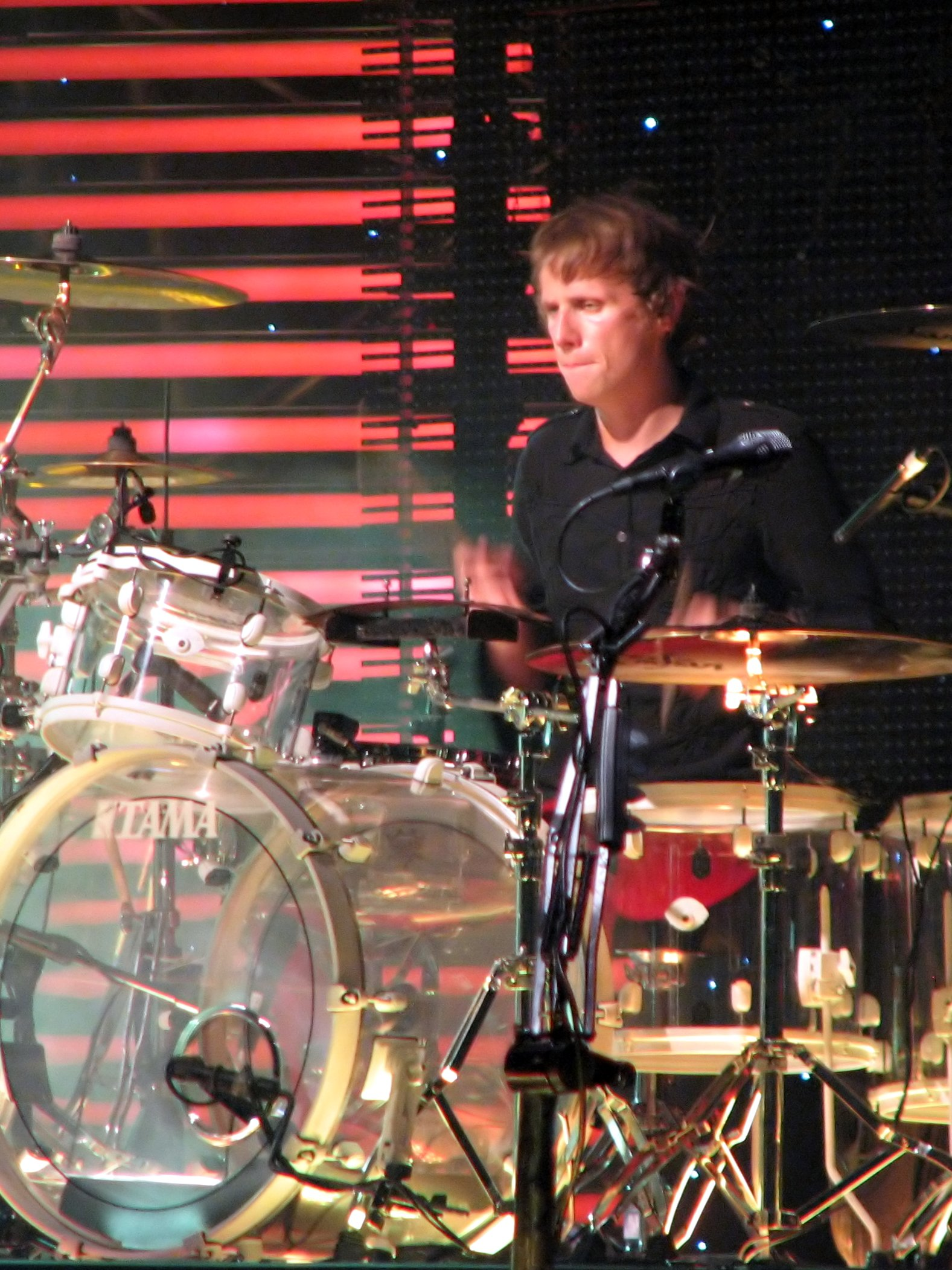
Dominic Howard

Muse trình diễn trong tour diễn Black Holes and Revelations Tour năm 2007

## Album phát hành
Bài chi tiết: Muse discography
- Showbiz (1999)
- Origin of Symmetry (2001)
- Absolution (2003)
- Black Holes and Revelations (2006)
- The Resistance (2009)
- The 2nd Law (2012)
- Drones (2015)
- Simulation Theory (2018)
- Will of the People (2022)